# قذيفة
القذيفة هي أي جسم يقذف به في الفضاء عبر تطبيق قوة. على الرغم من أنه يمكن القول بأن أي جسم في حالة حركة في الفضاء (على سبيل المثال رمي كرة البيسبول) يمكن أن نطلق عليه اسم قذيفة، إلا أنه من الشائع استخدام المصطلح للإشارة إلى الأسلحة التي يرمى بها. تستخدم معادلة الحركة لتحليل مسار القذائف.

## دراسة الحركة

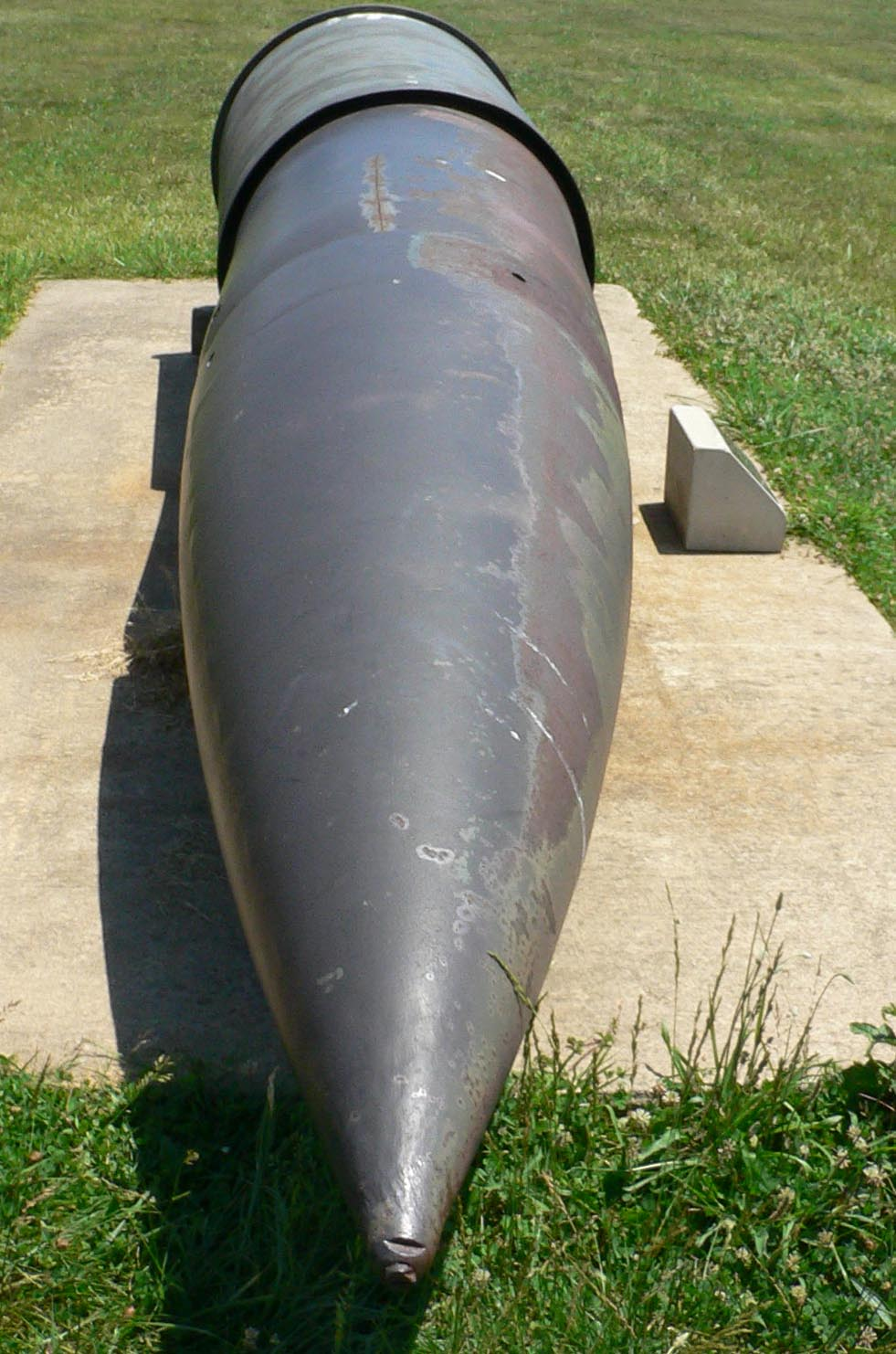
قذيفة وغمد لمدفع السكك الحديدية «جوستاف الثقيلة» الألماني عيار 80 سنتمتر تعود القذيفة للحرب العالمية الثانية

تدرس حركة القذيفة في نظام عطالي (O, i, j). تقذف قذيفة من النقطة O كتلتها m بسرعة بدئية v0 = v0xi + v0yj.

قذف جسم من مبدأ المَعْلم

اعلم أن v0x = v0cosα وأن v0y = v0sinα؛ الزاوية α تسمى زاوية القذف وهي الزاوية التي يكونها متجه السرعة v0 مع الخط الأفقي.
باعتبار القذيفة في سقوط حر، فما من قوة تؤثر فيها إلا قوة جاذبية الأرض g، وعليه فتسارعها a يعادل قوة الجاذبية: a = g، وذلك بحسب قانون نيوتن الثاني. في هذه الظروف:
- إحداثيتا متجه سرعة القذيفة هما vx = v0cosα وvy = -gt + v0sinα
- معادلة مسار القذيفة هي y =- (gx2 / 2v20cos2α) + xtanα
- إحداثيتا قمة مسار القذيفة (أعلى نقطة تبلغها) هما xH = v20sin2α / 2g وyH = v20sin2α / 2g
- إحداثية مسقط القذيفة (موضع سقوطها) هي xR = v20sin2α / g